# 39809 Фукучан
39809 Фукучан (39809 Fukuchan) — астероїд головного поясу, відкритий 30 листопада 1997 року.
Тіссеранів параметр щодо Юпітера — 3,606.